# Ото Риман
Ото Риман (фр. Othon Riemann; 13. јун 1853 — 16. август 1891) је био француски археолог и класични филолог.

## Биографија
Рођен је 13. јуна 1853. у Нансију. Студирао је на Вишoj нормалнoj школи у Паризу, а 1874. постао је члан Француске школе у Атини. Док је био њен члан, посетио је разне библиотеке у Италији, током којих је сакупљао рукописе Тита Ливија. Затим је извршио археолошка истраживања Јонских острва, о чему је израдио масовни извештај. По повратку у Француску, предавао је часове граматике у свом родном граду Нансију.
Године 1880. постао је уредник Revue de philologie, de littérature et d'histoire anciennes, а током следеће године предавао је на катедри граматике Више нормалне школе. Умро је 16. августа 1891. године од последица пада, у близини Интерлакена, у Швајцарској.

## Дела
- Études sur la langue et la grammaire de Tite-Live, 1879 – студије о језику и граматици Ливија.
- Qua rei criticae tractandae ratione Hellenicon Xenophontis (издање Ксенофонта), 1879.
- Recherches archéologiques sur les îles ioniennes, 1879-80 – археолошка истраживања на Јонским острвима.
- Titi Livii ab urbe condita. Libri XXI et XXII (као уредник, са Еженом Беноистом), 1881.
- Syntaxe latine d'après les principes de la grammaire historique, 1886 – латинска синтакса према принципима историјске граматике.
- Traité de rhythmique & de métrique grecques, 1893 – трактат о грчком ритму и метру.
- Grammaire comparée du grec et du latin. Syntaxe, 1897 – упоредна граматика грчког и латинског језика, синтакса.[2][3]